# Lądowisko Chrcynno
Lądowisko Chrcynno (kod ICAO: EPNC) – lądowisko samolotowe w Chrcynnie, położone w gminie Nasielsk, w województwie mazowieckim, ok. 5 km na południowy wschód od Nasielska. Lądowisko należy do Aeroklubu Warszawskiego.

## Dane lądowiska
Lądowisko powstało w 2012 roku i figuruje w ewidencji lądowisk Urzędu Lotnictwa Cywilnego pod poz. 102 (nr ewidencyjny 123).
- Lądowisko: Lądowisko Nasielsk Chrcynno – EPNC
- Lokalizacja (WGS–84)[2]:
  - 52°34'26" N
  - 20°52'18" E
- Częstotliwość lotniska: 122.205 MHz – Chrcynno-Radio[2]
- Pasy startowe[2]:
  - (DS 1) 800 × 50 m (100°48'/280°48') (10/28), trawa
  - (DS 2) 900 × 50 m (133°15'/313°15') (13/31), trawa
- Elewacja pasa startowego: 114 m / 375 ft (n.p.m.)[2]

Pas trawiasty na kierunku 10/28 oznakowany, pas 13/31 jest pasem zapasowym, bez oznakowania. Dawny pas betonowy oraz dawny pas motolotniowy (na północ od betonowego) nie nadają się do użytku.
Źródło 

## Historia lotniska
- Przed II wojną światową ówczesny właściciel majątku Zdzisław Rościszewski, przy współpracy z Ligą Obrony Powietrznej Polski (LOPP), podjął starania, których celem było przygotowanie lądowiska dla samolotów. Przeznaczył do tego celu pas łąki, o dobrych parametrach lotniczych i awiacyjnych oraz częściowo zdrenował teren.
- 1935 rok – pierwsze prace przygotowawcze do uruchomienia pola startowego dla samolotów LOPP.
- Marzec 1939 roku – wyznaczenie w Chrcynnie przez dowództwo 1. Pułku Lotniczego z Okęcia terenu na zapasowe lotnisko na wypadek wojny dla samolotów myśliwskich.
- 7 września 1939 roku – zajęcie Chrcynna przez Niemców w wyniku działań wojennych.
- Od jesieni 1939 roku do wiosny 1941 roku – przygotowania organizacyjne podjęte przez OKL do budowy lotniska wojskowego na potrzeby Luftwaffe.
- Od marca 1941 roku do początku czerwca 1941 roku – budowa niemieckiego lotniska wojskowego wraz z całą infrastrukturą.
- Od czerwca 1941 roku do czerwca 1944 roku – wybudowany obiekt pełni funkcję lotniska przelotowego i nie był intensywnie eksploatowany dla potrzeb liniowo-operacyjnych.
- Od czerwca 1944 do końca października 1944 roku – lotnisko czynnie brało udział w działaniach wojennych Luftwaffe.
- Od listopada 1944 roku do 15 stycznia 1945 roku – ruch lotniczy na lotnisku zamarł w związku z opuszczeniem przez załogę.
- 15 stycznia 1945 roku – wkroczenie wojsk radzieckich, zajęcie Chrcynna i Nasielska przez Rosjan.
- Od 17 stycznia do ok. połowy 1945 roku – dewastacja terenu oraz obiektów po lotnisku za przyzwoleniem ówczesnych władz.
- Od około połowy 1945 roku do około 1950 roku – samowolna rozbiórka pasów kołowania i pozostałych baraków przez okoliczną ludność.
- Od początku lat 50. – pierwsze próby ponownego zagospodarowania lotniska zgodnie z jego przeznaczeniem – głównie przez grupy spadochronowe.
- lata 60. do chwili obecnej – ożywiona działalność najpierw spadochronowa, później motolotniowa, szybowcowa i samolotów ultralekkich.
- od 1974 roku do 1990 roku – wyznaczenie bazowania na lotnisku śmigłowców dźwigowych: najpierw Mi-2 i Mi-8, później Mi-6 oraz działalności transportowo-usługowa firm Instal-Nasielsk i Elbud-Warszawa, częściowa naprawa pasa startowego przez załogę lotniczą Instalu pod potrzeby stacjonowania śmigłowców.
- lata 2000. do dziś – lotnisko jest wykorzystywane przez kilkanaście różnych podmiotów (sekcja spadochronowa Aeroklubu Warszawskiego), hangary dla prywatnych małych samolotów, motolotnie, kursy lotnicze, ćwiczenia pogotowia lotniczego, Policji i służb specjalnych, zawody modeli latających, sporadycznie sekcja szybowcowa z Aeroklubu Warszawskiego.

- 17 lipca 2023 roku samolot Cessna podczas lądowania uderzył w hangar, w którym przebywało 10 osób. 5 osób zginęło na miejscu (w tym jeden z pilotów), 8 zostało rannych[4]. Początkowe doniesienia mówiły o niekorzystnych warunkach atmosferycznych, ale wstępny raport Państwowej Komisji Badania Wypadków Lotniczych wykluczył ich wpływ na wypadek, podobnie jak stanu technicznego statku powietrznego[5].

Źródło 

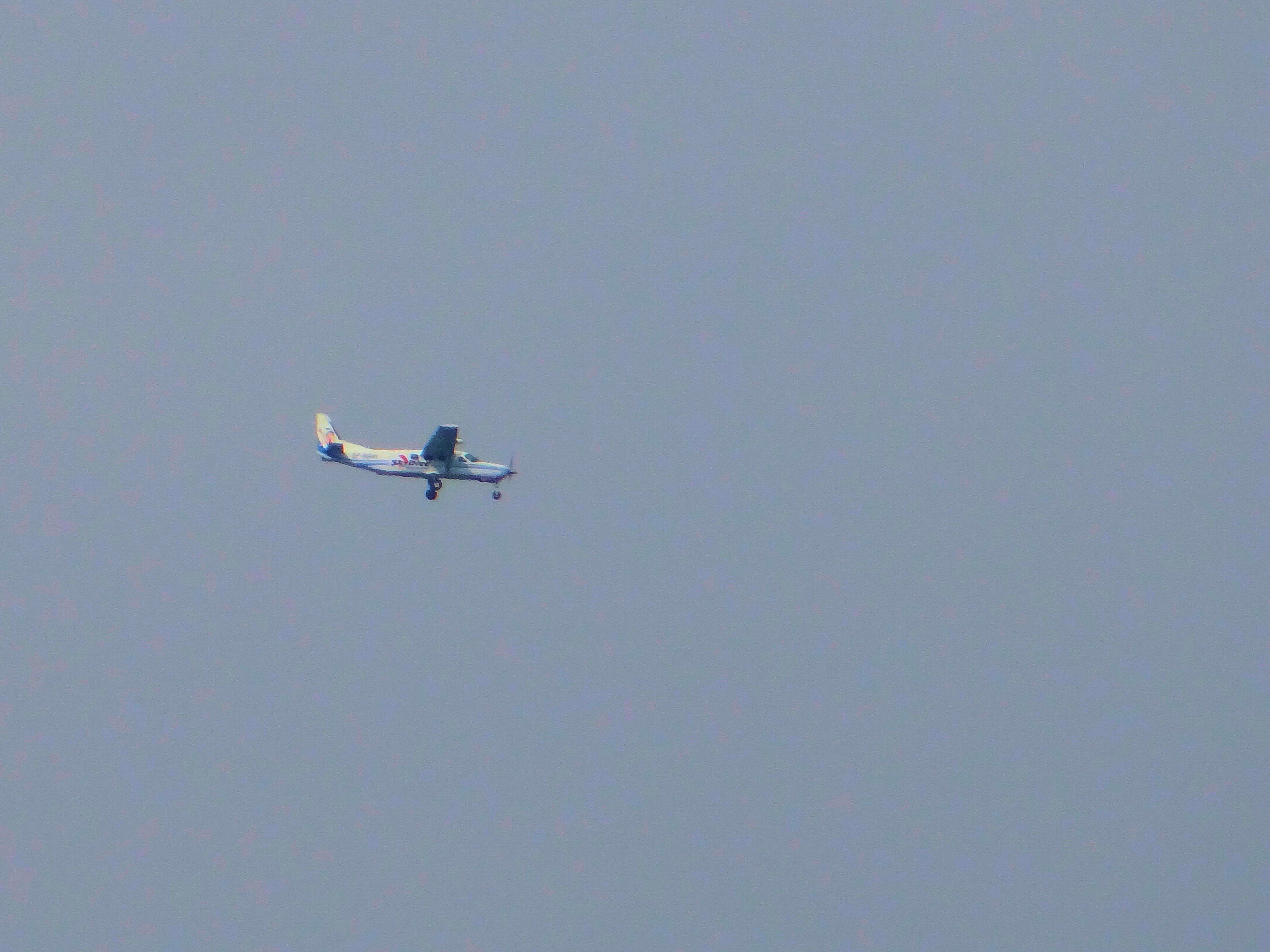
Cessna 208B Grand Caravan SP-WAW SkyDive Warszawa (maj 2016)
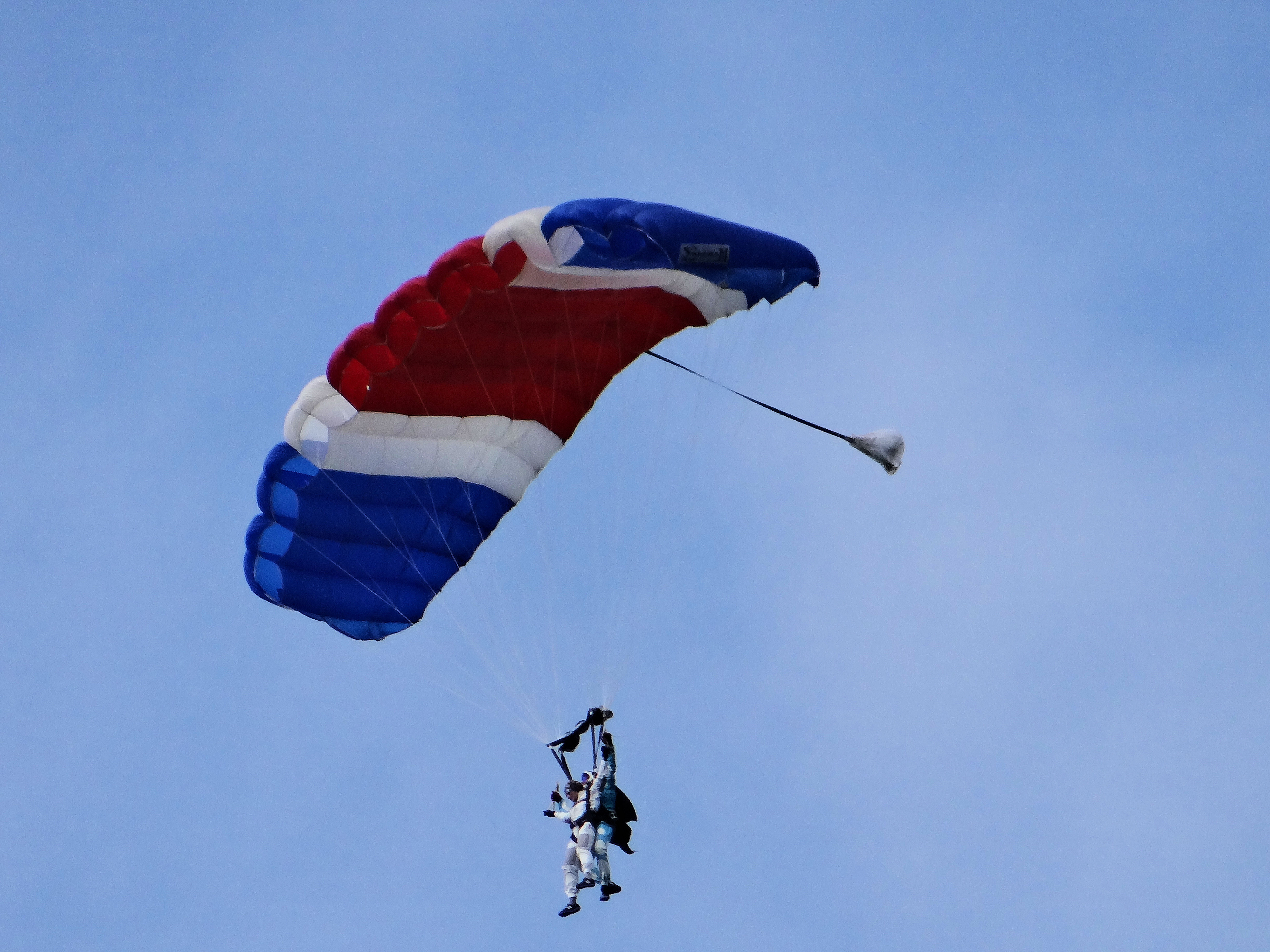
Skok tandemowy na lądowisku w Chrcynnie (maj 2016)